# ケルビモン
ケルビモンは架空の生命体デジタルモンスターの一種。

## 概要
名前の由来はケルビム。デジモンアドベンチャー02の映画で敵キャラクターとして初登場。

## 種族としてのケルビモン
三大天使の一体で、「神」の智の側面を与えられている。デジタルワールドのカーネル（中核）を守護する存在であり、究極の「善」に位置するが、それゆえに、その反対である究極の「悪」にも染まりやすい性質を持つとされる。

### ケルビモン（善）
ケルビモンの本来の姿。体色は純白で、三大天使のうち唯一ホーリーリングを持つ（翼のような耳は左右1対のホーリーリングをつけている）。
- 世代/究極体
- タイプ/智天使型
- 属性/ワクチン
- 必殺技/ヘブンズジャッジメント、ライトニングスピア

### ケルビモン（悪）
悪に染まったケルビモン。体色は冷色に変わり、このケルビモンが現れると世界のバランスが崩れると言われる。
- 世代/究極体
- タイプ/智天使型
- 属性/ウィルス
- 必殺技/ヘブンズジャッジメント、ライトニングスピア

### 必殺技
ヘブンズジャッジメント
巨大な雷雲を呼び出し、天罰のように無数の雷霆を落とす攻撃。
ライトニングスピア
手に持つ巨大な雷撃の矛を投げつけて攻撃する。

### 亜種・関連種・その他
- オファニモン
- セラフィモン
- ロップモン

## 登場人物としてのケルビモン
- 劇場版デジモンアドベンチャー02 - アメリカにてパートナーデジモンを持つ少年であるウォレスの双子のパートナーデジモンの片割れであるチョコモンの究極体としてケルビモン（悪）が登場。デジモンを退化させ、人間を幼くする異空間を作り出すが、最後は自らマグナモンとラピッドモンに自分を攻撃させ消滅する。
- デジモンフロンティア - 初盤から中盤まで世界を破壊に陥れる敵として位置付けられていたが、自身が獣タイプであり他の三大天使が人タイプであり、自分が獣タイプを守ろうとする意思のあまりにルーチェモンによって悪に染められていた。その後、新たなデジタマとなり孵化した後はロップモンとなり、他の三大天使の生まれ変わりと出会う。